# Ромас Каланта
Ромас Каланта (на литовски: Romas Kalanta) е литовски студент, смятан от някои за национален герой на Литва.
Той се самозапалва на публично място на 14 май 1972 г. в знак на протест срещу потисничеството от страна на съветското правителство към литовския език, култура и народ.
За него са написани няколко книги.